# Autoportrait en chevreuil
Autoportrait en chevreuil est un roman de Victor Pouchet publié en août 2020 aux éditions Finitude.

## Résumé
Autoportrait en chevreuil est un roman en trois parties, permettant d'éclairer sous trois lumières différentes la personnalité d'Elias, un bibliothécaire de 32 ans. Dans une première partie, Elias raconte son enfance hors-norme dans un petit village breton, élevé par un père qui se dit magnétiseur, médium ou même paradoxologue et qui fait subir à sa famille la tyrannie de ses discours et de ses délires. Elias évoque un "grand accident", traumatisme majeur qui n'est pas dévoilé. Dans une deuxième partie, le journal d'Avril raconte sa rencontre avec Elias, l'amour qui naît entre eux, et les énigmes de ce jeune homme. Dans une troisième partie, le père d'Elias prend la parole dans un discours adressé à Avril, qui résout en partie l'énigme du "grand accident".

## Éditions
- Autoportrait en chevreuil, éditions Finitude, 170 pages  (ISBN 978-2-36339-138-4)

## Réception
Le livre a fait l'objet de plusieurs articles et émissions de radio ,,,,,,.
Il figure dans la sélection du prix du Roman des étudiants France-Culture-Télérama 2020.
Autoportrait en chevreuil a reçu le Prix Blù Jean-Marc Roberts 2020.